# Berthold Seliger (Autor)

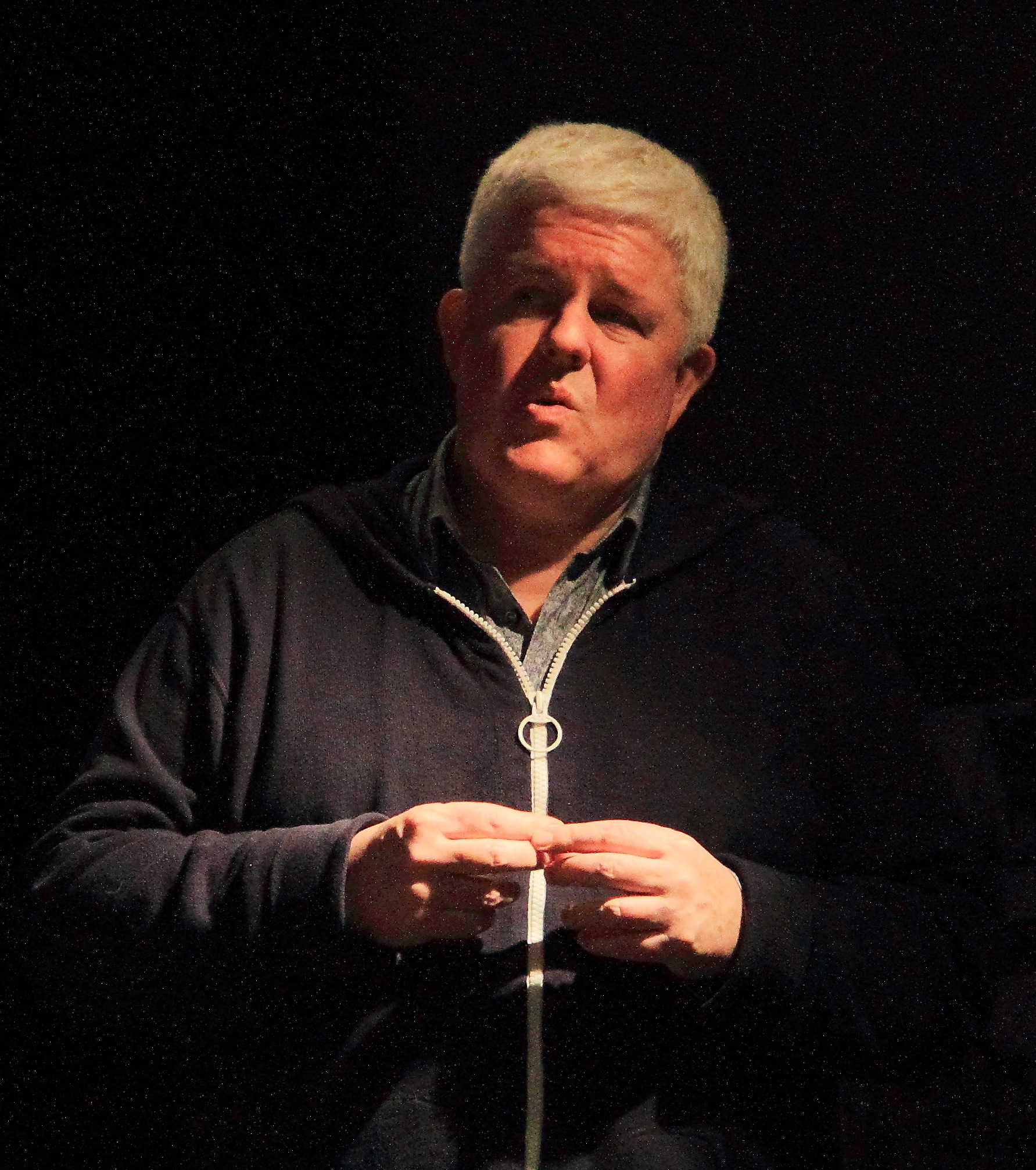
Berthold Seliger (2016)

Berthold Seliger (* 1960 in Orsoy jetzt Rheinberg) ist ein deutscher Konzertveranstalter und Publizist.

## Leben und Wirken
Seliger wuchs in Orsoy, Fürstenfeldbruck und Grafrath-Wildenroth auf. Sein Vater war der Ingenieur Berthold Seliger. Von 1980 bis 2000 lebte er in Fulda, wo er als Lehrer arbeitete. 1988 gründete er dort eine Konzertagentur, die unter seinem Namen sowie als „Büro für Musik, Texte & Strategien“ firmiert. Europatourneen organisierte er unter anderem für Calexico, Lambchop, Pere Ubu, The Residents, Tortoise, The Walkabouts und Townes Van Zandt. Außerdem arbeitete er als deutscher Tourneeveranstalter unter anderem von Lou Reed, Patti Smith, Bratsch, Van der Graaf Generator, Rufus Wainwright, Lucinda Williams, Bonnie ‘Prince’ Billy oder Youssou N’Dour.
Seliger publiziert einen regelmäßig erscheinenden Newsletter, der 2003 mit dem Mersha Award des Musikexpress, Rolling Stone und Metal Hammer für den „besten Newsletter“ der Musikbranche ausgezeichnet wurde. Außerdem betreibt er ein Blog. Regelmäßig schreibt Seliger zudem Artikel zu musik- und kulturpolitischen Themen, unter anderem für Konkret, die Berliner Zeitung, die Frankfurter Allgemeinen Zeitung, die junge Welt, den Freitag und Neues Deutschland.
Seit 2013 veröffentlichte er als Publizist mehrere essayistische Sachbücher zum Themenfeld „internationales Musikgeschäft“. Auf diversen nationalen und internationalen Bildungs-Großveranstaltungen hielt er Keynote-Vorträge, zum Beispiel auf der Konferenz der Zürcher Musikmesse m4music.
Berthold Seliger lebt seit 2000 in Berlin.

## Essay-Sachbücher
- Fulda. Ein Krimi, 180 S., Fulda März 1989, ISBN 3-9801888-2-5
- Das Geschäft mit der Musik: ein Insiderbericht, 352 S., Edition Tiamat, Berlin 2013, ISBN 978-3-89320-180-8.[9][10]
- I have a stream: für die Abschaffung des gebührenfinanzierten Staatsfernsehens, 303 S., Edition Tiamat, Berlin 2015, ISBN 978-3-89320-199-0.[11]
- Klassikkampf: Ernste Musik, Bildung und Kultur für alle, 496 S., Matthes & Seitz, Berlin 2017, ISBN 978-3-95757-467-1.[12]
- Vom Imperiengeschäft: Wie Großkonzerne die kulturelle Vielfalt zerstören. Konzerte – Festivals – Soziales, 344 S., Edition Tiamat, Berlin 2019, ISBN 978-3-89320-241-6.[13]

## Auszeichnungen
- 2013: Mersha Award für den „besten Newsletter der Musikbranche“

## Belege
1. ↑  Das komplette Interview: Berthold Seliger, Deutsche Welle vom 1. Oktober 2013, abgerufen am 27. Juli 2019.
2. ↑  belegt durch Blogeintrag vom 7. Juni 2019.
3. ↑  Thomas Winkler: „Ich bin manisch begeisterter Musikhörer“. In: Die Tageszeitung: taz. 28. September 2013, ISSN 0931-9085, S. 46 (taz.de [abgerufen am 29. Juni 2020]).
4. 1 2  Reeperbahn Festival International, reeperbahnfestival.com, abgerufen am 27. Juli 2019.
5. 1 2 3  Autorenprofil Berthold Seliger (Memento des Originals vom 27. Juli 2019 im Internet Archive)  Info: Der Archivlink wurde automatisch eingesetzt und noch nicht geprüft. Bitte prüfe Original- und Archivlink gemäß Anleitung und entferne dann diesen Hinweis. beim Verlag Edition Tiamat, abgerufen am 27. Juli 2019.
6. ↑  Berthold Seliger - Blog | Konzertagentur Seliger. Abgerufen am 29. Juni 2020.
7. ↑  Berthold Seliger Keynote (Memento des Originals vom 27. Juli 2019 im Internet Archive)  Info: Der Archivlink wurde automatisch eingesetzt und noch nicht geprüft. Bitte prüfe Original- und Archivlink gemäß Anleitung und entferne dann diesen Hinweis., Conference Empire Business or Cultural Diversity, abgerufen am 27. Juli 2019.
8. ↑  Monopoly im globalen Konzertgeschäft - Keynote mit Berthold Seliger, m4music.ch, abgerufen am 28. Juli 2019.
9. ↑  Tourveranstalter Berthold Seliger kritisiert die Großen der Musikbranche, Die Zeit vom 9. September 2013, abgerufen am 27. Juli 2019.
10. ↑  Berthold Seliger über Popkultur und "Kreativwirtschaft" als Gentrifizierung, telepolis-Interview von Reinhard Jellen mit Seliger vom 9. März 2014, abgerufen am 27. Juli 2019.
11. ↑  Interview über seine Forderung, das öffentlich-rechtliche Fernsehen abzuschaffen, Neue Westfälische vom 10. Dezember 2015, abgerufen am 27. Juli 2019.
12. ↑   Ernsthaft offene Ohren für ernste Musik, Rezension in Frankfurter Rundschau vom 6. Oktober 2017, abgerufen am 27. Juli 2019.
13. ↑  „Konzerne sind nur an Superstars interessiert“ Berthold Seliger im Gespräch mit Carsten Beyer, deutschlandfunkkultur.de vom 13. Mai 2019, abgerufen am 27. Juli 2019.

| Personendaten    | Personendaten                               |
| ---------------- | ------------------------------------------- |
| NAME             | Seliger, Berthold                           |
| KURZBESCHREIBUNG | deutscher Konzertveranstalter und Publizist |
| GEBURTSDATUM     | 1960                                        |
| GEBURTSORT       | Orsoy                                       |